# Europa Point Stadium
Europa Point Stadium – wielofunkcyjny stadion w Gibraltarze, terytorium zamorskim Wielkiej Brytanii. Obiekt mieści 8066 widzów i odbywać się na nim mogą zarówno mecze krykietu, piłki nożnej, rugby, jak i zawody w innych dyscyplinach sportu. Stadion dawniej był używany jako boisko do krykieta Ministerstwa Obrony.